# Kometa West

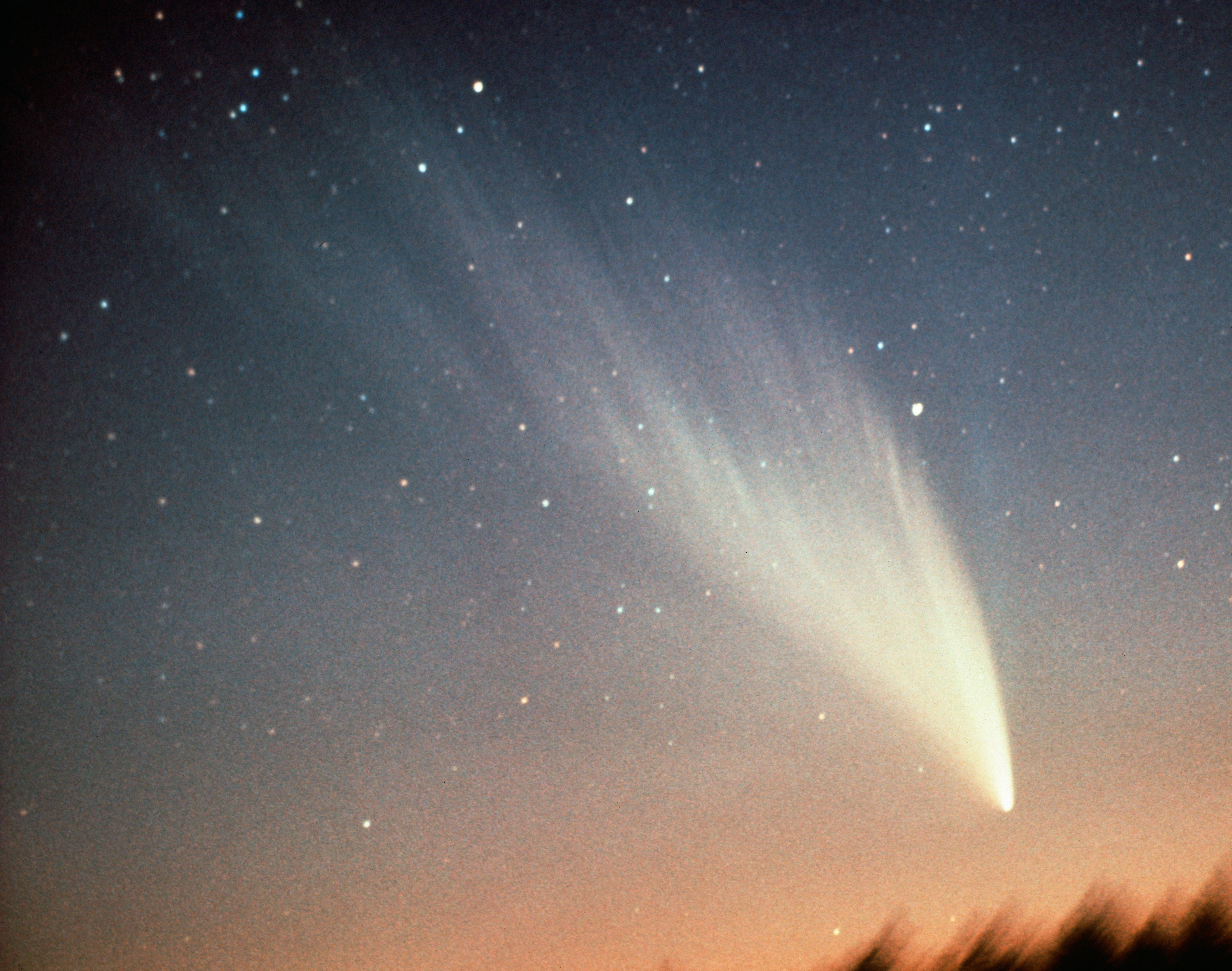
kometa West 9. března 1976

Westova kometa neboli také nazývaná C/1975 V1 pochází, tak jako většina komet, z Oorthova oblaku.

## Historie
Tato kometa byla zaznamenána na Evropské jižní observatoři na hoře La Silla v Chile, 10. srpna 1975, pomocí dalekohledu Schmidt o průměru 1m. Tento záznam provedl Guido Pizarro, který tehdy prováděl hodinové expozice. Objevena byla však až mnohem později a to 5. listopadu 1975, tehdy ji objevil Richard M. West, po kterém tato kometa nese název. Toto zpoždění vzniklo kvůli tomu, že v této době se data z Evropské jižní observatoře nezpracovávala, ale vozila se do Švýcarské Ženevy, kde byla tato pozorování zpracovávána. 
West si jí všiml při zkoumání fotografických desek zaznamenaných právě na této observatoři. Tato kometa tedy nebyla objevena ihned při pozorování, ale až při následné analýze fotografických desek v Ženevě. Kometa v době svého objevu procházela souhvězdím Mikroskopu. Richard M. West se tehdy pokusil odhadnout magnitudu této komety na 15 mag. West také kometu popsal jako difuzní s délkou okolo 3 obloukových vteřin. West našel kometu na několika předchozích deskách a své závěry spolu s deskami odeslal Brianu G. Marsdenovi. Ten přišel na to, že tato kometa má téměř parabolickou oběžnou dráhu a že se nejblíže ke Slunci dostane v únoru roku 1976. Astronomové tehdy nepředpokládali, že by se mohlo jednat o nějakou velice jasnou kometu, první propočty tehdy ukazovali, že kometa v periheliu dosáhne páté magnitudy, tedy na hraně viditelnosti pouhým okem. Tehdejší média průlet této komety více méně ignorovala. Z důvodu toho, že v roce 1973 byl průlet byl komety Kohoutek pro veřejnost zklamáním, navzdory tomu, že média informovala, že kometa bude velmi jasná. Proto tehdejší astronomové byli velmi opatrní v předpovědích o její možné jasnosti a o kometě mnoho nezasvěcených lidí nevědělo.

## Pozorování
Kometa West ačkoliv byla pozorována na jižní obloze, se díky svému pohybu stala po čase viditelnou i na severní polokouli. Čím více se blížila ke Slunci, tím více rostla její hvězdná velikost, koncem roku 1975 už dosáhla deváté magnitudy. Podle propočtů měla kometa West dosáhnout perihelu (přísluní) 25. února 1976, což se také stalo a její hvězdná velikost dosáhla hodnoty -3 v této době byla kometa vzdálena od Slunce přibližně 0,197 AU. Podle pozorovatelů byla v této době kometa viditelná pouhým okem i za denního světla. 
Po několik následujících dní byla kometa pod neustálým dozorem astronomů, navzdory tomu, že se začala vzdalovat od slunce její ohony se naopak začaly prodlužovat. Jejich maximum bylo až 30 obloukových stupňů. Richard M. West se pokusil po svém objevu vypočítat oběžnou dobu této komety, tato doba mu vyšla 254 tisíc let. Dnes se však tato perioda pohybuje mezi 254 tisíc až 558 tisíc, podle některých měření je tato perioda okolo 6,5 miliónů let. Tato dlouhá perioda je způsobena téměř parabolickou drahou komety West, její excentricita je 0,99997. Po průletu periheliem nečekaně došlo k zjasnění komety až o dvě magnitudy.
Její jádro se totiž začátkem března 1976 začalo rozpadat. Tohoto rozpadu si jako první všimli Edward H. Geyer a M. Hoffmann. Nejprve se kometa rozdělila na dvě části a později došlo i k rozdělení těchto částí, celkově tedy na čtyři jádra. Astronomové je přiléhavě označili jako A, B, C a D. Tato čtyři jádra byla poprvé spatřena 18. března. Kde A bylo označeno hlavní jádro, do této doby byla pozorováno pouze několik rozpadů kometárních jader. K těmto rozpadů dochází většinou v době kdy se kometa blíží ke Slunci a ne až potom, co projde perihelem. Poslední pozorování komety West bylo provedeno 25. září a v této době část C již nebyla viditelná a kometa byla ve vzdálenosti 3,74 AU od Slunce.